# Беладиці
Беладиці (словац. Beladice) — село в окрузі Комарно Нітранського краю Словаччини. Площа села 22,41 км². Станом на 31 грудня 2015 року в селі проживав 1621 житель.

## Історія
Перші згадки про село датуються 1156 роком.

## Населення
| Рік:            | 1994. | 2004.   | 2014.   | 2024.    |
| --------------- | ----- | ------- | ------- | -------- |
| Кількість осіб: | 1544  | 1519    | 1603    | 1768     |
| Різниця:        |       | -1,61 % | +5,52 % | +10,29 % |

| Рік:            | 2023. | 2024.   |
| --------------- | ----- | ------- |
| Кількість осіб: | 1723  | 1768    |
| Різниця:        |       | +2,61 % |